# Spike Milligan
Terence Alan "Spike" Milligan, född 16 april 1918 i Ahmednagar, Maharashtra, Indien, död 27 februari 2002 i Rye, East Sussex, var en brittisk komiker och skådespelare.
Han revolutionerade den brittiska komedin då han skrev och deltog i The Goon Show (1951–1959), en mycket populär radioshow på BBC och en föregångare till Monty Python. Han spelade flera av de kända rollerna, som Moriarty, miss Bannister och idioten Eccles. Övriga medverkande var främst Peter Sellers och Harry Secombe.

## Filmografi i urval
- 1960 – Malaj till sjöss
- 1969 – Låt pengarna rulla
- 1971 – The Magnificent Seven Deadly Sins
- 1972 – Alice i Underlandet
- 1973 – Adolf Hitler: My Part in His Downfall
- 1973 – De tre musketörerna
- 1977 – Glöm inte kamelerna
- 1978 – En jycke för mycket
- 1979 – Ett herrans liv
- 1981 – Det våras för världshistorien del 1